# Ross McCall
Ross McCall, né à Port Glasgow le 13 janvier 1976, est un acteur écossais. Il est connu pour son rôle de Joseph Liebgott dans la mini-série Frères d'armes en 2001.

## Biographie
Ross McCall est né le 13 janvier 1976 à Port Glasgow, Écosse. Il a un frère, Stuart McCall.
Il a été élevé dans la religion catholique romaine.

### Vie privée
Il était fiancé à l'actrice Jennifer Love Hewitt, avec qui il a joué dans un épisode de Ghost Whisperer. Le 5 janvier 2009, le magazine People a rapporté que Hewitt avait annulé son mariage fin 2008.
Il est un supporter du Celtic Football Club et a été formé au Redroofs Theatre School à Maidenhead.
Le 6 mars 2010, dans une interview avec The Mail on Sunday, Sheridan Smith a révélé qu'elle et McCall avaient commencé à se revoir après une amitié datant de 10 ans. Toutefois, en août de la même année, ils se sont séparés à cause de la pression d'une trop longue distance.

## Carrière
Son premier rôle notable est celui aux côtés de Freddie Mercury en 1989 dans une vidéo promotionnelle de Queen pour la chanson The Miracle. En 1993, McCall a joué dans la série télévisée pour enfants The Return of the Borrowers sur BBC.
Il a joué Kenny Battaglia dans la série télévisée Crash, sur le  réseau Starz. Il reprend son rôle de Dave en 2009 dans la suite. Cette série a été annulée après deux saisons à la suite du décès de l'un des acteurs principaux, Dennis Hopper.
En 2008, il joue dans le film d'horreur Autopsy.
Le 23 février 2010, il apparaît en guest star dans FBI : Duo très spécial dans l'épisode La Bouteille de Franklin, dans le rôle de Matthew Keller, un ancien rival de Neal Caffrey. Il reprend son rôle dans l'épisode 14 de la saison 2, et dans les épisodes 9, 10 et 11 de la saison 3.
Le 1er juin 2010, il apparaît dans la série Luther.
Il commence la production du long métrage The Guest Room, dont le tournage s'est déroulé dans les studios Sunset Gower à Los Angeles en juillet 2010.
En 2011, il tourne dans la saison 4 de Castle.
En 2022, il tourne dans les séries The Offer et Suspicion.

## Filmographie

### Cinéma

#### Longs métrages
- 1992 : Waterland de Stephen Gyllenhaal : Terry
- 2003 : Injection fatale (LD 50 Lethal Dose) de Simon De Selva : Gary
- 2004 : EMR de James Erskine : Derek
- 2005 : Hooligans de Lexi Alexander : Dave Miller
- 2005 : Piège en eaux profondes (Submerged) d'Anthony Hickox : Plowden
- 2007 : Trade Routes de James X. Loftus : Tim Knight
- 2007 : Saint Anthony de Daehong Kim : Anthony of Padua
- 2008 : Autopsy d'Adam Gierasch : Jude
- 2009 : Hooligans 2 de Jesse V. Johnson : Dave Miller
- 2009 : Knuckle Draggers d'Alex Ranarivelo : Ethan
- 2011 : The Guest Room d'Henry Olek : Richard Rubens
- 2013 : It's Not You, It's Me de Nathan Ives : Dave
- 2013 : In Embryo d'Ulrich Thomsen : Sean White
- 2016 : A Christmas in New York de Nathan Ives : Ben Haney
- 2017 : The Beautiful Ones de Jesse V. Johnson : Gabriel Tancredi
- 2018 : Hex de Rudolf Buitendach : Isaac
- 2019 : 7 Days to Vegas d'Eric Balfour : Sebastian
- 2020 : Vores mand i Amerika de Christina Rosendahl : Mason Sears
- 2020 : A Violent Man de lui-même : Luke Mackelson
- 2020 : About Us de Stefan Schwartz : Ryan Newman
- 2021 : Aftermath de Peter Whinter : Nick Scott

#### Courts métrages
- 2014 : Muted de Rachel Goldberg : Détective Fitzhugh
- 2018 : I Got This d'Erik Bork : Alexander
- 2020 : Nikola Tesla, The Man From the Future d'Alessandro Parrello : George Westinghouse

### Télévision
- 1991 : The Brittas Empire : Un scout
- 1993 : Bonjour la Classe : Capitaine St Bernard
- 1993 : The Return of the Borrowers : Ilrick
- 1993 / 1995 / 1998 : The Bill : Mark Warren / Carl Fenton / Terry Foster
- 1996 : Bramwell : un homme
- 1996 : In Suspicious Circumstances : Jules Meyer
- 1997 : The Broker's Man : Pete
- 1997 : Pie in the Sky : Dean Hazelwood
- 2001 : Frères d'armes (Band of Brothers) : Caporal  Joseph Liebgott
- 2005 : Les Experts : Manhattan (CSI : NY) : Mike Adams
- 2005 : Bones : Scott Costello
- 2006 : Ghost Whisperer : Todd Darger
- 2008 - 2009 : Crash : Kenny Battaglia
- 2010 : Luther : Daniel Sugarman
- 2010 - 2014 : FBI : Duo très spécial (White Collar) : Matthew Keller
- 2011 : Castle : Détective Seth Carver
- 2014 : 24 heures chrono (24) : Ron Clark
- 2016 : Lucifer : Onyx
- 2022 : The Offer : Moran
- 2022 : Suspicion : Owen Neilssen

#### Téléfilms
- 1990 : Jekyll & Hyde de David Wickes : Un homme
- 1995 : It Could Be You de Christopher Morahan : Tim
- 1998 : My Summer with Des de Simon Curtis : Un fan
- 2005 : Icône (Frederick Forsyth's Icon) de Charles Martin : Un homme
- 2005 : Snakeman d'Allan A. Goldstein : Timothy
- 2007 : The Man de Simon West : Paul
- 2012 : Karyn l'obstinée (Willed to Kill) de Philippe Gagnon : Gavin McNaab
- 2013 : Un Noël en musique (A Country Christmas Story) d'Eric Bross : Trev Hailey
- 2019 : Coup de foudre à Rome (Rome in Love) d'Eric Bross : Dominic D’Andrea

## Jeux vidéo
- 2005 : Call of Duty 2 (voix)
- 2005 : Call of Duty 2: Big Red One (voix)